# Кронштат
Кронштат (рус. Кронштадт) град је у Русији у Кронштатском рејону федералног града Санкт Петербурга. Налази се на острву Котлин, 30 km западно од градског језгра Санкт Петербурга, на почетку Финског залива. До 1983. године приступ на острво је било могуће само воденим путем. У садашње време острво је повезано аутопутем са северном и јужном обалом Финског залива. Дана 12. августа 2011. пуштен је у рад два километра дугачак тунел испод Финског залива. Према попису становништва из 2010. у граду је живело 43.005 становника.
Кронштат је главна лука Санкт Петербурга. У марту 1921. град је био поприште Кронштатске побуне. Седиште Руског адмиралитета и база Руске балтичке флоте су се традиционално налазили у Кронштату и тиме су бранили приступ Санкт Петербургу. Историјски центар града и његова утврђења су део Светске баштине. Кронштат је дуго година место ходочашћа православних хришћана због успомене на Светог Јована Кронштатског.
Кронштат је родно место Петра Капице, једног од добитника Нобелове награде за физику 1978.

## Географија

### Клима
| Клима Кронштата                  | Клима Кронштата | Клима Кронштата | Клима Кронштата | Клима Кронштата | Клима Кронштата | Клима Кронштата | Клима Кронштата | Клима Кронштата | Клима Кронштата | Клима Кронштата | Клима Кронштата | Клима Кронштата | Клима Кронштата |
| Показатељ \ Месец                | .Јан.           | .Феб.           | .Мар.           | .Апр.           | .Мај.           | .Јун.           | .Јул.           | .Авг.           | .Сеп.           | .Окт.           | .Нов.           | .Дец.           | .Год.           |
| -------------------------------- | --------------- | --------------- | --------------- | --------------- | --------------- | --------------- | --------------- | --------------- | --------------- | --------------- | --------------- | --------------- | --------------- |
| Апсолутни максимум, °C (°F)      | 8,6 (47,5)      | 10,2 (50,4)     | 14,9 (58,8)     | 25,3 (77,5)     | 30,9 (87,6)     | 34,6 (94,3)     | 35,3 (95,5)     | 33,5 (92,3)     | 30,4 (86,7)     | 21,0 (69,8)     | 12,3 (54,1)     | 10,9 (51,6)     | 35,3 (95,5)     |
| Средњи максимум, °C (°F)         | −2,3 (27,9)     | −1,4 (29,5)     | 4,1 (39,4)      | 9,2 (48,6)      | 16,1 (61)       | 20,5 (68,9)     | 22,2 (72)       | 20,6 (69,1)     | 14,6 (58,3)     | 8,5 (47,3)      | 1,8 (35,2)      | −0,7 (30,7)     | 9,4 (48,9)      |
| Просек, °C (°F)                  | −6,1 (21)       | −6,0 (21,2)     | −1,4 (29,5)     | 4,4 (39,9)      | 10,9 (51,6)     | 15,8 (60,4)     | 18,1 (64,6)     | 16,4 (61,5)     | 11,0 (51,8)     | 5,6 (42,1)      | −0,1 (31,8)     | −3,9 (25)       | 5,4 (41,7)      |
| Средњи минимум, °C (°F)          | −7,9 (17,8)     | −7,7 (18,1)     | −2,9 (26,8)     | 1,6 (34,9)      | 7,1 (44,8)      | 11,9 (53,4)     | 14,0 (57,2)     | 13,0 (55,4)     | 8,0 (46,4)      | 3,7 (38,7)      | −2,1 (28,2)     | −5,5 (22,1)     | 2,8 (37)        |
| Апсолутни минимум, °C (°F)       | −35,9 (−32,6)   | −35,2 (−31,4)   | −29,9 (−21,8)   | −21,8 (−7,2)    | −6,6 (20,1)     | 0,1 (32,2)      | 4,9 (40,8)      | 1,3 (34,3)      | −3,1 (26,4)     | −12,9 (8,8)     | −22,2 (−8)      | −34,4 (−29,9)   | −35,9 (−32,6)   |
| Количина падавина, mm (in)       | 40 (15,7)       | 31 (12,2)       | 35 (13,8)       | 33 (13)         | 38 (15)         | 64 (25,2)       | 78 (30,7)       | 77 (30,3)       | 67 (26,4)       | 65 (25,6)       | 56 (22)         | 49 (19,3)       | 633 (249,2)     |
| Извор: Погода и климат, esimo.ru |                 |                 |                 |                 |                 |                 |                 |                 |                 |                 |                 |                 |                 |

## Историја
Кронштат је основао Петар Велики, који је преотео острво Котлин од Швеђана 1703. у Руско-шведском рату. Прво утврђење је завршено 18. маја 1704.
Ова утврђења, позната као Кронштатска утврђења, изграђена су веома брзо. Током зиме Фински залив се смрзне потпуно. Радници су користили хиљаде рамова направљених од храстових трупаца испуњених камењем. Они су довучени коњским запрегама преко залеђеног мора и смештени у рупама направљеним у леду. Тако је створено неколико нових малих острва, а на њима су подигнута утврђења, чиме су затворени сви прилази Санкт Петербургу путем мора. Остала су само два уска пловна канала, а њих су чувала најјача утврђења.
Кронштат је поново утврђен у 19. веку. Стара троспратна утврђења, којих је било пет, која су раније представљала главне одбрамбене механизме места, и одупрле су се англо-француској флоти током Кримског рата , постала су од секундарног значаја. Плановима Едуарда Тотлебена изграђене су тврђава Константин и четири батерије (1856—1871) да бране главни приступ, и седам батерија да штите плићи северни канал. Све ове фортификације су биле ниске и утврђене дебелим земљаним зидинама и снажно наоружана тешким Круповим топовима у куполама. И сам град је окружен зидинама.
У лето 1891. француска флота је била званично - и тријумфално - примљена у Кронштату. То је био први корак ка будућем Француско-руском савезу.

### Грађански рат
Током нереда у Петрограду током Фебруарске револуције, морнари из Петрограда су се придружили револуцији и погубили своје официре, чиме су стекли репутацију оданих револуционара. Током Руско-грађанског рата, морнари су учествовали на страни Црвених, све до 1921 , када су се побунили против владавине бољшевика.
Кронштат и пратећа утврђења и минска поља су кључни за заштиту Петрограда од страних сила. Упркос томе, крстарица Олег је торпедована и потопљена од стране малих моторних чамаца, након учешћа у бомбардовању утврђења Краснаја Горка која се побунила против бољшевика. За овим је 18. августа 1919. уследио напад седам моторних бродова Краљевске морнарице у луци самог Кронштата, који су оштетили совјетски бојни бродови Петропавловск и Андреј Првозвани и потопили брод за снабдевање подморница Памјат Азова.

### Кронштатска побуна
Године 1921, група морнаричких официра, морнара и војника као и њихове цивилне присталице су се побуниле против бољшевичке власти у Совјетском Кронштату. Гарнизон је раније био центар велике подршке бољшевицима, а током грађанског рата 1917—1921, кронштатски морнари су били предводница главних бољшевичких напада. Захтеви морнара укључивали су слободу говора, заустављање депортације у логоре, рад на промени совјетске ратне политике и изузимање раднички совјета од партијске контроле. Након кратких преговора, Лав Троцки (тадашњи министар рата у совјетској влади и вођа Црвене армије) одговорио је слањем војске на Кронштат, заједно са Чеком. Побуна је тиме угушена.

### Други светски рат
Крајем 1930-их, Кронштат је живео живот утврђеног града и био је база Балтичке флоте. У то време Кронштат је био важан центар за обуку совјетске морнарице. Кронштатски завод за поправку бродова је израђивао и ремонтовао површинске бродове и подморнице Балтичке флоте. Сва утврђења и батерије града били су реконструисани.
У 23 часова и 37 минута 21. јуна 1941. командант Балтичке флоте вицеадмирал Владимир Трибутс је према налогу комесара народне морнарице наредио оперативну спремност флоте број 1. Неколико сати касније први немачки авиони почели минирање пловног пута код Кронштата. Дежурни официр је наредио противавионским батеријама да отворе ватру на непријатељске авионе и неколико авиона је оборено или оштећено. Двадесет седам немачких авиона учествовало је у првом нападу, а 3 од њих су уништена од противавионских топова 1. пука ПВО Балтичке флоте. Овај пук је био смештен на јужним утврђења.
Током Другог светског рата, Кронштат је био неколико пута бомбардован од стране Луфтвафеа. У августу 1941. Луфтвафе почела да редовно бомбардује Кронштат. Најзначајније бомбардовање је било потапање бојног брода Марата од стране немачког аса и пилота штуке Ханса Улриха Рудела.
Да би спречили непријатељске десанте, 13 артиљеријских батерија је образовано у Кронштату, и још девет ван града. Главна осматрачница је била лоцирана у Поморској саборној цркви. Удаљеност до које се простирао поглед износила је 45 km. Обалну одбрану Кронштата чинила су два пешадијска пука .
Крајем августа Црвена армија у балтичким земљама је била у критичној ситуацији. Талин, главна база флоте, био је у опасности и издато је наређење да се флота пресели у Кронштат. До тренутка када су се Совјети одлучили на поморску евакуацији Талина, више од 200 совјетски војних и цивилних пловила је било окупљено у луци Талина.
Након евакуације Талина, подморнички одсек је организован у Кронштату. До краја 1941. изведено је 82 поморских операција. Хитлер се разбеснео, јер су совјетске подморнице прекинуле многе доставе стратешких материјала из Шведске за Немачку. Немци су покушали да потпуно блокирају излазак из Финског залива протиподморничким мрежама и минама. Упркос свим напорима Немаца, балтичке подморнице су наставиле да нападају непријатељске бродове. Током 1942. потопљено је 29 немачких пловила. Подморнице су сарађивале са извиђачким авионима у потрази за војним циљевима.
Како су совјетске подморнице лако пробијале мински бараж током 1942. Немци су морали да уложе много веће напоре. Због тога је минско поље проширено, а дупла противподморничка мрежа је постављена од Поркале до Најсарија. Блокирање Финског залива је била стопостотно ефикасна операција против подморница. Али 1944, када је поражена Финска дала неколико база совјетској морнарици, подморнички рат у Балтичком мору достигао нову и завршну фазу.
Балтичка флота је ангажовала више од 125 хиљада људи да служе на фронту. Од тога 83 хиљада људи борили директно на Лењинградском фронту. За одбрану Лењинграда у Кронштату је образовано је 10 бригада, 4 пука и више од 40 одвојених батаљона и чета маринаца.
Луфтвафе и немачка артиљерија избацили су на хиљаде бомби и граната на поморски завод и фабрику Арсенал. Немачки ваздушни напади у септембру 1941. су оштетили бродове Балтичку флоте и инфраструктуре фабрике. Делови неколико постројења су уништени, докови су засути теписима бомби, а десетине радника и инжењера је погинуло. Ипак, фабрика је наставила са радом. У тешким условима опсаде, радници су истрајавали са радом. Често је радни дан трајао 18-20 часова.
Захваљујући снази кронштатске тврђаве успешно је спречено уништавање Лењинграда. Кронштату је стога 27. априла 2009. председник Русије Дмитриј Медведев доделио статус „града војне славе“ за „храброст, издржљивост и масовни хероизам, излагању бранилаца града у борби за слободу и независност отаџбине“.

## Становништво
Према прелиминарним подацима са пописа, у граду је 2010. живело 43.005 становника, 380 мање него 2002.
| 1939.  | 1959.  | 1970.  | 1979.  | 1989.  | 2002.  | 2010.  |
| ------ | ------ | ------ | ------ | ------ | ------ | ------ |
| 38.071 | 40.303 | 39.477 | 40.308 | 45.053 | 43.385 | 43.005 |

## Партнерски градови
| Мјесто      | Држава     | Врста сарадње | Од       |
| ----------- | ---------- | ------------- | -------- |
| Асиповичи   | Белорусија |               | .        |
| Брашов      | Румунија   |               | .        |
| Котка       | Финска     |               | 1993.    |
| Милхаузен   | Немачка    |               | {{{4}}}. |
| Нафплио     | Грчка      |               | {{{4}}}. |
| Нордборг    | Данска     |               | {{{4}}}. |
| Пила        | Пољска     |               | {{{4}}}. |
| Тулон       | Француска  |               | {{{4}}}. |
| Новочеркаск | Русија     |               | {{{4}}}. |
| Сумото      | Јапан      |               | {{{4}}}. |
| {{{1}}}     |            |               |          |